# René Rokkjær
René Rokkjær (født 1974) er en dansk orienteringsløber, der tidligere har været på landsholdet og har vundet sølv og bronze ved europamesterskabet (EM) i orientering.
Herudover er han vinder af i alt 14 danske mesterskaber (DM) i orientering og har vundet en række danske medaljer i øvrigt i forskellige orienterings-discipliner.
René Rokkjær løber orientering for Silkeborg Orienteringsklub, hvor han også fungerer som ungdomstræner. Han har tidligere løbet for OK Pan Aarhus og den svenske sportsklub IK Hakarpspojkarna (nuværende IKHP Huskvarna).

## Resultater i orientering

### EM
René Rokkjær har to gange vundet medaljer ved EM i orientering. Ved EM i Danmark (2004) vandt René Rokkjær sølv som andenløber på stafetten sammen med Chris Terkelsen og Carsten Jørgensen
I Ungarn (2002) var han også andenløber på stafetten og vandt bronze sammen med Mikkel Lund og Carsten Jørgensen.

### DM
Igennem en periode på 14 år (1997-2010) har René Rokkjær vundet adskillelige DM-titler i orientering. Den sidste medalje i eliterækken (H21) vandt han som 42-årig på den ultralange distance i 2016. 
René Rokkjær har vundet individuelt DM-guld på såvel på den klassiske distance, den korte distance, mellemdistancen, på sprintdistancen, den ultralange distance samt i nat-orientering. I alt er det blevet til 24 medaljer på de individuelle distancer i orientering: ti guldmedaljer, 11 sølvmedaljer og tre bronzemedaljer. Hertil kommer 13 medaljer, som han har vundet ved stafetter – de fire af dem er af guld. 
På den klassiske distance har René Rokkjær vundet to guldmedaljer (1999 og 2003) og to sølvmedaljer (2001 og 2002).
På den korte distance vandt han guld i 1999 og sølv i 2002, mens han på mellemdistancen har vundet guld én gang (2006), sølv to gange (2003 og 2010) og bronze én gang (2004).
På langdistancen har René Rokkjær vundet tre sølvmedaljer (2006, 2009 og 2010) og én bronzemedalje (1999), mens han har vundet både guld (2007), sølv (2006 og 2008) og bronze (2016) på den ultralange distance.
René Rokkjær har fire gange vundet guld ved DM-Nat (2001, 2002, 2006 og 2010) og én gang sølv (2007). Herudover har han én gang vundet guld på sprintdistancen (2005).
Sammen med forskellige hold fra OK Pan Aarhus har René Rokkjær 13 gange været med til at vinde medaljer ved stafetter i orientering. Han har vundet guld fire gange (2000, 2001, 2003 og 2013), sølv seks gange (1999, 2002, 2006, 2008, 2009 og 2010) og bronze tre gange (1997, 1998 og 2004).
Medaljeoversigt ved danske mesterskaber
2023
- Guld, DM nat - H45 (Stenholt - Buchwalds Plantage)

2022
- Guld, DM lang - H45 (Paradisbakkerne)

2016
- Bronze, Ultralang (Rømø)

2013
- Guld, Stafet (Klinteskoven)

2010
- Sølv, Mellem (Sukkertoppen Færchs Pl)
- Sølv, Lang (Søskoven)
- Guld, Nat (Grenå Plantage)
- Sølv, Stafet (Ganløse Ore)

2009
- Sølv, Lang (Linå Vesterskov)
- Sølv, Stafet (Velling Snabegård)

2008
- Sølv, Ultralang (Skjoldenæsholm Bistrup)
- Sølv, Stafet (Rømø)

2007
- Sølv, Nat (Holstenshuus)
- Guld, Ultralang (Husby Klitplantage)

2006
- Guld, Mellem (Langesø)
- Sølv, Lang (Borupskovene)
- Guld, Nat (Valby Hegn)
- Sølv, Ultralang (Als Nørreskov)
- Sølv, Stafet (Skjoldenæsholm Skov)

2005
- Guld, Sprint (Skåde Bakker)

2004
- Bronze, Mellem (Svinkløv)
- Bronze, Stafet (Haunstrup Plantage)

2003
- Guld, Klassisk (Frijsenborg)
- Sølv, Mellem (Rømø)
- Guld, Stafet (Frijsenborg)

2002
- Sølv, Klassisk (Stenderupskovene)
- Sølv, Kort (Klassevindere)
- Guld, Nat (Rold Vælderskov)
- Sølv, Stafet ()

2001
- Sølv, Klassisk (Paradisbakkerne)
- Guld, Nat (Als Nørreskov)
- Guld, Stafet (Jomfrubjerget)

2000
- Guld, Stafet (Stråsø Øst)

1999
- Guld, Klassisk (Brahetrolleborg Øst)
- Guld, Kort (Freerslev Hegn)
- Bronze, Lang (Jægerspris)
- Sølv, Stafet (Svanninge)

1998
- Bronze, Stafet (Gribskov Esrum)

1997
- Bronze, Stafet (Palsgård)

## Andre udmærkelser
Efter afstemning blandt Dansk Orienterings-Forbunds medlemmer blev René Rokkjær kåret til ’Årets orienteringsløber i 1999. Efter EM i 2002 blev EM-holdet, som han var en del af, kåret til ’Årets orienteringsløber(e).